# بخش کوملا
بخش کوملا (به سوئدی: Kumla kommun) یک ناحیه شهری در سوئد است که در شهرستان اوربرو واقع شده‌است.

## خواهرخوانده
شهرهای Sipoo, Aurskog-Høland و Frederikssund Municipality خواهرخوانده‌های بخش کوملا هستند.